# Језеро светлости
Језеро светлости је епизода Малог ренџера објављена у Лунов магнус стрипу бр. 307., која је у издању новосадског Дневника у бивпој Југославији премијерно објављена 2. јуна 1978.

## Основни подаци
Епизода је објављена у Лунов магнус стрипу бр. 307 који је изашао 1978. године. Са претходом свеском Зачарано благо (ЛМС-306) чини јединствену целину. Епизоду је нацртао Франческо Гамба, а сценарио написао Дечо Канцио. Нема података о томе које написао сценарио. Епизода има 81 страницу. Коштала је 10 динара.

## Реприза ове епизоде
Епизода је репризирана у Србији у ЛМС-1040 који је изашао 28. октобра 2024. под називом Зачарана планина.
Погледати Списак епизода едиције Лунов магнус стрип и Кит Телер (списак и садржај епизода)